# Кругле (Куп'янський район)
Кругле — колишнє село в Великобурлуцькому районі Харківської області, підпорядковувалося Чорненській сільській раді.
1997 року зняте з обліку.
Село знаходилося на початку балки Пєтухов Яр, за 1 км знаходиться Довжанка.